# Gábor Balog
Gábor Balog (Békéscsaba, 2 de septiembre de 1990) es un deportista húngaro que compite en natación (estilo espalda) y salvamento acuático.
Ganó tres medallas de bronce en el Campeonato Europeo de Natación, en los años 2014 y 2016.
Además, en salvamento acuático consiguió dos medallas de oro en los Juegos Mundiales de 2022.

## Palmarés internacional
| Campeonato Europeo | Campeonato Europeo    | Campeonato Europeo | Campeonato Europeo      |
| Año                | Lugar                 | Medalla            | Prueba                  |
| ------------------ | --------------------- | ------------------ | ----------------------- |
| 2014               | Berlín (Alemania)     | Medalla de bronce  | 200 m espalda           |
| 2016               | Londres (Reino Unido) | Medalla de bronce  | 4 × 100 m estilos       |
| 2016               | Londres (Reino Unido) | Medalla de bronce  | 4 × 100 m estilos mixto |